# Acacia astringens
Acacia astringens é uma espécie de leguminosa do gênero Acacia, pertencente à família Fabaceae.